# Matthew Flinders
Matthew Flinders (Donington, 16 marzo 1774 – Londra, 19 luglio 1814) è stato un esploratore, navigatore, cartografo e ufficiale di marina britannico.
Guidò la prima circumnavigazione costiera dell'Australia continentale, allora chiamata Nuova Olanda. È anche accreditato come la prima persona a utilizzare il nome Australia per descrivere l'intero continente, inclusa la Terra di Van Diemen (ora Tasmania), un titolo che considerava "più gradevole all'orecchio" rispetto a nomi precedenti come Terra Australis.
Flinders fu coinvolto in diversi viaggi d'esplorazione tra il 1791 e il 1803, i più famosi dei quali sono la circumnavigazione dell'Australia e una precedente spedizione quando lui e George Bass confermarono che la Terra di Van Diemen era un'isola.
Mentre tornava in Gran Bretagna nel 1803, Flinders fu arrestato dal governatore francese a Isle de France (Mauritius). Sebbene Gran Bretagna e Francia fossero in guerra, Flinders pensava che la natura scientifica del suo lavoro avrebbe assicurato un passaggio sicuro, ma rimase agli arresti per più di sei anni. In cattività, ha registrato i dettagli dei suoi viaggi per la pubblicazione futura e avallò le sue ragioni per chiamare il nuovo continente "Australia", come termine generico al posto di Nuova Olanda e Nuovo Galles del Sud, un suggerimento ripreso in seguito dal governatore Macquarie.
La salute di Flinders era precaria e sebbene fosse tornato in Gran Bretagna nel 1810, non visse abbastanza per vedere il successo del suo libro A Voyage around Terra Australis (Viaggio attorno alla Terra Australis). L'ubicazione della sua tomba era sconosciuta quando nel gennaio 2019 degli archeologi, scavando in un ex cimitero vicino alla stazione ferroviaria Euston di Londra, annunciarono che i suoi resti erano stati identificati.

## Biografia
Tra il 1797 e il 1802 esplorò le coste dell'Australia, la grande barriera corallina e circumnavigò la Tasmania, compiendo accurate osservazioni e dimostrando la loro insularità.
Il desiderio di avventura di Flinders lo portò ad arruolarsi come guardiamarina a bordo della HMS Reliance nel 1795. Questa nave era diretta nel Nuovo Galles del Sud trasportando il governatore di quella colonia britannica, il capitano John Hunter, recentemente nominato. In questo viaggio Flinders si affermò come un ottimo navigatore e cartografo e strinse amicizia con il chirurgo della nave George Bass, che aveva tre anni più di lui ed era nato ad Aswarby a 18 km da Donington.

### Primo viaggio (1795-1796)
L'HMS Reliance arrivò a Port Jackson nel settembre 1795 e Bass e Flinders organizzarono presto una spedizione su una piccola barca aperta chiamata Tom Thumb in cui salparono con un ragazzo di nome Martin verso Botany Bay e lungo il fiume Georges. Nel marzo 1796, i due esploratori di nuovo con il ragazzo Martin, intrapresero un altro viaggio su una barca simile soprannominata Tom Thumb II. Salparono a sud da Port Jackson ma furono presto costretti ad arenarsi a Red Point (Port Kembla). In questo luogo accettarono l'aiuto di due uomini aborigeni che pilotarono la barca fino all'ingresso del lago Illawarra. Qui hanno potuto asciugare la polvere da sparo e ottenere rifornimenti d'acqua da un altro gruppo di aborigeni. Durante il ritorno a Sydney dovettero cercare rifugio a Wattamolla ed esplorarono anche alcune zone di Port Hacking (Deeban).

### Secondo viaggio (1798-1799)

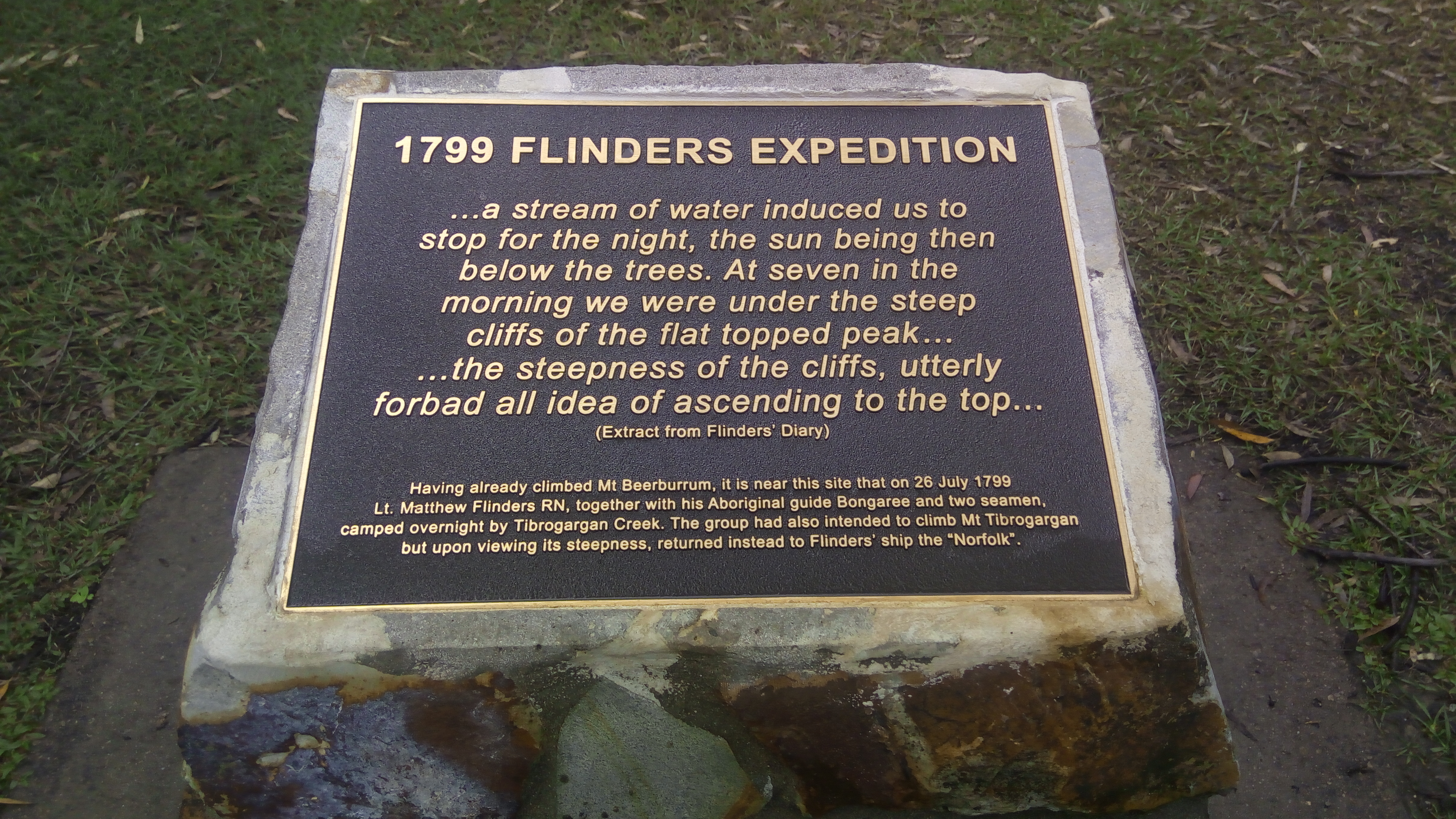
Targa in ricordo della spedizione di Flinders del 1799 presso Beerburrum, in Queensland.

Nel 1798, Matthew Flinders, ora tenente, ricevette il comando dello sloop Norfolk con l'ordine di navigare oltre le Isole di Furneaux e, se si dovesse trovare uno stretto, attraversarlo e tornare all'estremità meridionale della Terra di Van Diemen. Flinders e Bass nei mesi precedenti avevano entrambi compiuto viaggi separati esplorando la regione, ma nessuno dei due era convinto dell'esistenza di uno stretto. Flinders, con Bass e diversi membri dell'equipaggio, navigò nel Norfolk lungo le inesplorate coste settentrionali e occidentali della Terra di Van Diemend, doppiando Cape Pillar e tornando alle Isole di Furneaux. In tal modo, Flinders aveva completato la circumnavigazione della Terra di Van Diemen e confermato la presenza di uno stretto tra essa e la terraferma. Il passaggio fu chiamato stretto di Bass in onore del suo caro amico e l'isola più grande dello stretto sarebbe stata successivamente chiamata isola di Flinders in suo onore. Durante il viaggio, Flinders e Bass remarono con il gommone per alcune miglia lungo il fiume Derwent, dove ebbero il loro unico incontro con gli aborigeni della Tasmania.
Nel 1799 la richiesta di Flinders di esplorare la costa a nord di Port Jackson fu accolta e ancora una volta gli fu assegnato lo sloop Norfolk. A questo punto Bass era tornato in Gran Bretagna e al suo posto Flinders reclutò suo fratello Samuel Flinders e un uomo Kuringgai di nome Bungaree per il viaggio. Partirono l'8 luglio 1799 e arrivarono a Moreton Bay sei giorni dopo. Ribattezzò il punto d'arrivo come Woody Point (27,2632 ° S 153,1039 ° E) e un altro punto a 2 miglia (3,2 km) a ovest da quello (27,2628 ° S 153,0792 ° E) come "Redcliffe" (a causa delle sue scogliere rosse). Quel punto è ora conosciuto come Clontarf Point, mentre il nome "Redcliffe" è oggi usato dalla città di Redcliffe a nord. Sbarcò sull'isola di Coochiemudlo (27.5703°S 153.3331°E) il 19 luglio mentre era alla ricerca di un fiume nella parte meridionale di Moreton Bay.
Nella parte settentrionale di Moreton Bay, Flinders esplorò uno stretto corso d'acqua (27.0705°S 153.1429°E) che chiamò Pumice Stone (in italiano "pietra pomice", presumibilmente ignaro che separava l'isola di Bribie dalla terraferma); oggi è chiamato canale di Pumicestone. La maggior parte degli incontri tra gli aborigeni di Moreton Bay e Flinders erano di natura amichevole, ma il 15 luglio all'estremità meridionale dell'isola di Bribie venne scagliata una lancia che scatenò il fuoco di risposta ed il ferimento di un uomo del posto. Flinders chiamò il luogo in cui avvenne il fatto Point Skirmish (punto della schermaglia). Mentre era ancorato a Pumicestone, Flinders si avventurò per diversi chilometri via terra con tre membri dell'equipaggio, incluso Bungaree, e scalò il monte Beerburrum. Tornarono indietro dopo aver incontrato le ripide scogliere del Monte Tibrogargan il 26 luglio circa.
Uscendo da Moreton Bay, Flinders proseguì l'esplorazione a nord fino a Hervey Bay prima di tornare a sud. Tornarono a Sydney il 20 agosto 1799.

### Terzo viaggio (1801-1803)
Nel marzo 1800, Flinders tornò in Gran Bretagna. Durante il viaggio furono scoperte e tracciate le isole degli Antipodi. Il lavoro di Flinders era arrivato all'attenzione di molti scienziati dell'epoca, in particolare dell'influente Sir Joseph Banks, a cui Flinders dedicò le sue Osservazioni sulle coste della terra di Van Diemen, sullo Stretto di Bass, ecc. Banks usò la sua influenza con Earl Spencer per convincere l'Ammiragliato dell'importanza di una spedizione per mappare la costa della Nuova Olanda. Di conseguenza, nel gennaio 1801, Flinders ricevette il comando dell'HMS Investigator, uno sloop da 334 tonnellate, e promosso comandante il mese successivo.
Flinders salpò per la Nuova Olanda il 18 luglio 1801. Alla spedizione parteciparono anche il botanico Robert Brown, l'artista botanico Ferdinand Bauer, il paesaggista William Westall, il giardiniere Peter Good, l'assistente geologico John Allen e John Crosley come astronomo. Vallance commentò che rispetto alla spedizione di Nicholas Baudin si trattava di un "modesto contingente di gentiluomini scientifici", evidenziando la "parsimonia britannica" nello sforzo scientifico.
A bordo dell'Investigator, Flinders raggiunse e denominò Cape Leeuwin il 6 dicembre 1801 e procedette a effettuare un'indagine lungo la costa meridionale della terraferma australiana. La spedizione si ancorò presto a King George Sound e vi rimase per un mese esplorando la zona. Gli aborigeni locali inizialmente indicarono che il gruppo di Flinders doveva "tornare da dove provenivano", ma le relazioni migliorarono al punto che un nativo locale partecipò a un'esercitazione con i moschetti con i marines della nave. Nella vicina Oyster Harbour, Flinders trovò una lastra di rame che il capitano Christopher Dixson, su Elligood, aveva lasciato l'anno prima.
Mentre si avvicinava a Port Lincoln, che Flinders battezzò in onore della sua contea natale del Lincolnshire, otto membri dell'equipaggio si sono persi quando la piccola barca con cui stavano tentando di attraccare, si è capovolta. Flinders chiamò la vicina Memory Cove in loro onore. Il 21 marzo 1802 la spedizione raggiunse una grande isola dove furono avvistati molti canguri. Flinders e alcuni membri dell'equipaggio scesero a terra e trovarono gli animali così addomesticati da poterli avvicinare. Ucciserò 31 canguri con Flinders annotò che in segno di gratitudine per una fornitura così stagionale [di carne], ho chiamato questa terra meridionale Kangaroo Island. Le foche sull'isola si dimostrarono meno docili con un membro dell'equipaggio che ricevette un grave morso da uno di essi.
L'8 aprile 1802, mentre navigava verso est, Flinders avvistò Géographe, una corvetta francese comandata dall'esploratore Nicolas Baudin, che era impegnato in una spedizione simile per il suo governo. Entrambi gli uomini di scienza, Flinders e Baudin si scambiarono i dettagli delle loro scoperte, nonostante credessero che i loro paesi fossero in guerra. Flinders ha chiamato la baia in cui si incontrarono la Encounter Bay.
Procedendo lungo la costa, Flinders esplorò Port Phillip (il sito della futura città di Melbourne), che, a sua insaputa, era stata esplorata solo dieci settimane prima da John Murray a bordo della HMS Lady Nelson. Flinders scalò Arthur's Seat, il punto più alto vicino alle coste delle parti più meridionali della baia, e scrisse che la terra aveva un aspetto gradevole e, in molte parti, fertile. Dopo aver scalato lo You Yangs a nord-ovest di Port Phillip il 1 ° maggio, lasciò un rotolo di carta con sopra il nome della nave e lo ha deposito' in un piccolo mucchio di pietre in cima alla vetta.
Con i mezzi di sostentamento in esaurimento, Flinders ritornò a Sydney, arrivando il 9 maggio 1802.
Flinders trascorse 12 settimane a Sydney per rifornire e arruolare ulteriore equipaggio per la continuazione della spedizione verso la costa settentrionale dell'Australia. Bungaree, un aborigeno che lo aveva accompagnato nella sua precedente ricognizione costiera nel 1799, si unì alla spedizione così come un altro aborigeno locale di nome Nanbaree. Fu stabilito che il capitano John Murray e la sua nave, la Lady Nelson, avrebbero accompagnato l'Investigator come nave da rifornimento in questo viaggio.
Flinders salpò di nuovo il 22 luglio 1802, dirigendosi a nord e osservando la costa di quello che in seguito sarebbe stato chiamato Queensland. Presto si ancorarono a Sandy Cape dove, con Bungaree in qualità di mediatore, banchettarono con grasso di focena con un gruppo di Batjala. All'inizio di agosto, Flinders salpò in una baia che chiamò Port Curtis. Qui la gente del posto ha lanciato pietre contro di loro mentre tentavano di attraccare. Flinders ordinò di sparare sopra le loro teste per disperderli. La spedizione prosegì verso nord, ma la navigazione diventò sempre più difficile quando entrarono nella Grande Barriera Corallina. La Lady Nelson era considerata troppo insicura per continuare e il capitano Murray la riportò a Sydney con il suo equipaggio e Nanbaree, che voleva tornare a casa. Flinders uscì dalle barriere coralline vicino alle Isole Whitsunday e navigò verso nord fino allo Stretto di Torres. Il 29 ottobre arrivarono a Murray Island, a est di questo stretto, dove scambiarono ferro con collane di conchiglie con la popolazione locale.
La spedizione entrò nel Golfo di Carpentaria il 4 novembre e tracciò la costa fino a Arnhem Land. A Blue Mud Bay l'equipaggio, mentre raccoglieva legname, ebbe una scaramuccia con uomini aborigeni locali. Uno dell'equipaggio ricevette quattro ferite da lancia mentre due degli aborigeni furono uccisi. Nella vicina Caledon Bay, Flinders fece prigioniero un ragazzo di 14 anni di nome Woga per costringere la gente del posto a restituire un'ascia rubata. Sebbene l'ascia non sia stata restituita, Flinders decise di rilasciare il ragazzo che aveva trascorso una giornata legato a un albero. Il 17 febbraio 1803, vicino a Cape Wilberforce, la spedizione incontrò una flotta di imbarcazioni da pesca makassanese capitanata da un uomo chiamato Pobasso, dal quale Flinders ottenne informazioni sulla regione.
Durante questa parte del viaggio, si scoprì che gran parte dell'Investigator era marcio e Flinders prese la decisione di completare la circumnavigazione del continente senza ulteriori indagini ravvicinate della costa. Navigò a Sydney via Timor e le coste occidentali e meridionali dell'Australia. Lungo la strada, Flinders gettò in mare due ancore in ferro battuto che sono state trovate da subacquei nel 1973 a Middle Island, Recherche Archipelago, Western Australia. Le ancore sono in mostra al South Australian Maritime Museum e al National Museum of Australia.
Arrivato a Sydney il 9 giugno 1803, la HMS Investigator fu giudicata non più idoneo alla navigazione e demolita.

### Ultimi anni
Tornato in patria pubblicò una relazione dei suoi viaggi: A Voyage around Terra Australis (Viaggio attorno alla Terra Australis), uscita a Londra nel 1814. Il viaggio dell'esploratore britannico fu la prima circumnavigazione documentata dell'Australia.
Alla sua morte, fu sepolto il 23 luglio 1814 nel cimitero di Euston, che all'epoca era ubicato negli attuali St James' Gardens e la sua pietra tombale andò persa durante i grandi lavori di espansione di quella zona attorno agli anni '40 del 1800. I suoi resti sono stati ritrovati il 25 gennaio 2019 durante gli scavi archeologici preparativi ai lavori per la linea ferroviaria ad alta velocità HS2 (High Speed 2), e riconosciuti grazie ad una lastra di piombo posizionata sulla sua bara con incisi i suoi dati.

## Eponimie
Da lui presero nome il fiume Flinders e una catena montuosa australiana, un'isola, delle scogliere nella Grande Barriera Corallina e la baia di Flinders. Dal successo del suo libro invece, l'Australia guadagnò il suo nome: Flinders usò spesso nella sua relazione la parola Australia, cosicché questa, per l'enorme successo avuto dal libro, divenne il nome con cui era comunemente indicata la Terra Australis. Data l'enorme popolarità di Viaggio attorno alla Terra Australis, il governatore del Nuovo Galles del Sud, Lachlan Macquarie, il 12 dicembre 1817, chiese alla Segreteria di Stato per le Colonie (o Ministero delle Colonie, meglio noto come Colonial Office) di modificare il toponimo del continente, cosa che nel 1824 fu eseguita dall'Ammiragliato.

## Opere
- Matthew Flinders, Voyage to Terra Australis, 1814.
- Matthew Flinders, Voyage to Terra Australis, 1814.